# Andreas (Äthiopien)
Andreas (äthiop. አንድሬያስ, auch Andreyas genannt; † 1430) war von 1429 bis 1430 Negus Negest (Kaiser) von Äthiopien sowie ein Mitglied der Solomonischen Dynastie. Er war der älteste Sohn von Isaak und regierte nicht länger als sechs Monate.
| Vorgänger | Amt                            | Nachfolger   |
| --------- | ------------------------------ | ------------ |
| Isaak     | Kaiser von Äthiopien 1429–1430 | Takla Mariam |

| Personendaten    | Personendaten                        |
| ---------------- | ------------------------------------ |
| NAME             | Andreas                              |
| KURZBESCHREIBUNG | Negus (Kaiser) von Äthiopien         |
| GEBURTSDATUM     | 14. Jahrhundert oder 15. Jahrhundert |
| STERBEDATUM      | 1430                                 |